# Жаксынский район
Жаксынский район (каз. Жақсы ауданы) — административная единица Акмолинской области Казахстана. Административный центр — посёлок Жаксы.

## История
Район был образован в 1955 году, первоначально именовался Кийминский (с 1964 года — Жаксынский). С 1970 по 1997 год был в составе Тургайской области.

## Физико-географическая характеристика
Общая земельная площадь составляет 969 264 га. Район находится в центральной части области и граничит с Сандыктауским, Жаркаинским, Атбасарским, Есильским районами Акмолинской области. А также граничит с районом им. Г.Мусрепова Северо-Казахстанской области.
Местность рельефа равнинная, содержит небольшое количество мелкосопочника. На территории района расположены реки Кайракты, Терсакан, Ишим и ряд таких озёр, как Шункурколь, Калмыкколь, Шоптыколь и Белагаш. Так же, в наличии района есть водные ресурсы, которые используются для водопоя и орошения в количестве 25,7 млн м3. Количество подземной пресной воды составляет 1,1 млн м3.
По большой части, район расположен в подзоне каштановых почв и южных черноземов, растительность преимущественно полынно-житниковая, злаково-разнотравная и злаково-полынная. Южные карбонатовые черноземы относятся к глинистым и среднесуглинистым почвам. Помимо черноземов, на территории имеются солончаки, луговые солонцы и лугово-каштановые почвы. Уровень залегания грунтовых вод составляет более 3 метра. Почвенный горизонт по мощности в среднем содержит 28-35 см.
По причине резко континентального климата, лето проходит жарким, а зима суровой. Безморозный период длится 115—120 дней.
В районе обитают несколько видов животных — степные корсаки, лисы, сурки и волки. Также водятся куропатки, утки и гуси.

## Полезные ископаемые
В пределах района расположен ряд месторождений строительных материалов. Среди которых в настоящее время представлены месторождения щебня, дресвы (Жаксынский карьер-4,6 га), бутового камня (щебень) (Запорожский карьер- 6,2 га, работы закансервированы), строительного песка (Есильский карьер-3 га) и глины для производства кирпича марки «150» (село Кайракты), суглинки для кирпича марки «150» и «200» (села Кийма и Запорожье).
На территории района нет промышленных сбросов, однако источником по загрязнению воздуха являются разные промышленные предприятия, автотранспорт и котельные, но перечисленные выбросы не несут угрозу окружающей среде. В целом по качеству потребляемой воды и очистке воздуха, район сравнительно благоприятный

## Административное устройство

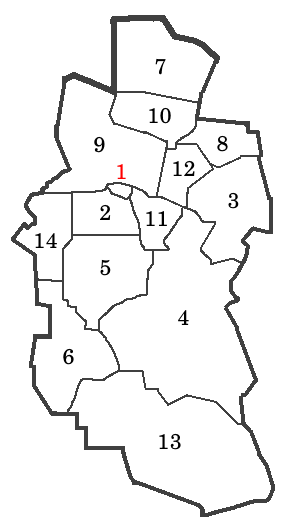
Административно-территориальное деление Жаксынского района

Жаксынский район как административно-территориальная единица включает в свой состав 7 сёл и 7 сельских округов. На начало 2021 года, в районе находилось 25 населённых пунктов. 
| № на карте | Административная единица      | Административный центр | Количество населённых пунктов | Население (2009) | Аким                               |
| ---------- | ----------------------------- | ---------------------- | ----------------------------- | ---------------- | ---------------------------------- |
| 1          | Село Жаксы                    | село Жаксы             | 1                             | 5 097            | Калентионок Евгений Евгеньевич     |
| 2          | Село Белагаш                  | село Белагаш           | 1                             | 1 149            | Жанабаев Шугай Елешович            |
| 3          | Беловодский сельский округ    | село Беловодское       | 3                             | 1 524            | Дахай Жардембек                    |
| 4          | Жанакийминский сельский округ | село Жана Киима        | 3                             | 3 282            | Отегенов Амангельды Камалиденович  |
| 5          | Запорожский сельский округ    | село Запорожье         | 2                             | 2 719            | Хаусылов Думан Магузович           |
| 6          | Ишимский сельский округ       | село Ишимское          | 3                             | 1 579            | Борамбаева Диана Сайрановна        |
| 7          | Калининский сельский округ    | село Калининское       | 3                             | 906              | Тюлюбаев Мейрамбек Кайратович      |
| 8          | Село Киевское                 | село Киевское          | 1                             | 734              | Абылкасымов Ардак Боранбаевич      |
| 9          | Кызылсайский сельский округ   | село Кировское         | 2                             | 845              | Ахметов Сайранбек Келденович       |
| 10         | Село Новокиенка               | село Новокиенка        | 1                             | 860              | Садыков Болат Каратаевич           |
| 11         | Село Подгорное                | село Подгорное         | 1                             | 789              | Аубакирова Карлыгаш Каженовна      |
| 12         | Тарасовский сельский округ    | село Тарасовка         | 2                             | 587              | Кудайбергенова Куралай Койшыбаевна |
| 13         | Село Терсакан                 | село Терсакан          | 1                             | 510              | Кенесова Еркеназ Муханмедяровна    |
| 14         | Село Чапаевское               | село Чапаевское        | 1                             | 526              | Серикбаев Ерлан Ашимович           |

### Населённые пункты
В Жаксынском районе 25 населённых пунктов. 
| №  | Населённый пункт | Тип  | Население (2009) | Административная единица      |
| -- | ---------------- | ---- | ---------------- | ----------------------------- |
| 1  | Алгабас          | село | ▼196             | Жанакийминский сельский округ |
| 2  | Баягиз           | село | ▼141             | Кызылсайский сельский округ   |
| 3  | Белагаш          | село | ▼1 149           | Село Белагаш                  |
| 4  | Беловодское      | село | ▼587             | Беловодский сельский округ    |
| 5  | Жаксы            | село | ▼5 097           | Село Жаксы                    |
| 6  | Жана Киима       | село | ▼1 410           | Жанакийминский сельский округ |
| 7  | Запорожье        | село | ▼1 835           | Запорожский сельский округ    |
| 8  | Ишимское         | село | ▼1 277           | Ишимский сельский округ       |
| 9  | Казахское        | село | ▼126             | Тарасовский сельский округ    |
| 10 | Казахстан        | село | ▼83              | Ишимский сельский округ       |
| 11 | Кайракты         | село | ▼347             | Беловодский сельский округ    |
| 12 | Калининское      | село | ▼420             | Калининский сельский округ    |
| 13 | Калмакколь       | село | ▼125             | Калининский сельский округ    |
| 14 | Киевское         | село | ▼734             | Село Киевское                 |
| 15 | Киима            | село | ▼1 395           | Жанакийминский сельский округ |
| 16 | Кировское        | село | ▼607             | Кызылсайский сельский округ   |
| 17 | Лозовое          | село | ▼739             | Запорожский сельский округ    |
| 18 | Монастырка       | село | ▼219             | Ишимский сельский округ       |
| 19 | Моховое          | село | ▼361             | Калининский сельский округ    |
| 20 | Новокиенка       | село | ▼723             | Село Новокиенка               |
| 21 | Перекатное       | село | ▼520             | Беловодский сельский округ    |
| 22 | Подгорное        | село | ▼789             | Село Подгорное                |
| 23 | Тарасовка        | село | ▼461             | Тарасовский сельский округ    |
| 24 | Терсакан         | село | ▼468             | Село Терсакан                 |
| 25 | Чапаевское       | село | ▼526             | Село Чапаевское               |

## Население
| Численность населения района | Численность населения района | Численность населения района | Численность населения района | Численность населения района | Численность населения района | Численность населения района | Численность населения района | Численность населения района |
| 1959                         | 1970                         | 1979                         | 1989                         | 1999                         | 2004                         | 2005                         | 2006                         | 2007                         |
| ---------------------------- | ---------------------------- | ---------------------------- | ---------------------------- | ---------------------------- | ---------------------------- | ---------------------------- | ---------------------------- | ---------------------------- |
| 19 497                       | 37 403                       | 39 026                       | 41 652                       | 30 808                       | 26 653                       | 26 187                       | 25 764                       | 25 350                       |
| 2008                         | 2009                         | 2010                         | 2011                         | 2012                         | 2013                         | 2014                         | 2015                         | 2016                         |
| 24 799                       | 21 107                       | 20 854                       | 20 699                       | 20 532                       | 20 330                       | 20 127                       | 19 799                       | 19 792                       |
| 2017                         | 2018                         | 2019                         | 2020                         | 2021                         |                              |                              |                              |                              |
| 19 493                       | 19 254                       | 19 088                       | 18 768                       | 18 516                       |                              |                              |                              |                              |

Национальный состав
Национальный состав по оценке на начало 2019 года.
| Национальность | Численность (чел.) | Процентное соотношение |
| -------------- | ------------------ | ---------------------- |
| Казахи         | 9 032              | 47,32%                 |
| Русские        | 4 529              | 23,73%                 |
| Украинцы       | 2 626              | 13,76%                 |
| Немцы          | 831                | 4,35%                  |
| Белорусы       | 467                | 2,45%                  |
| Татары         | 413                | 2,16%                  |
| Мордва         | 334                | 1,75%                  |
| Молдаване      | 140                | 0,73%                  |
| Башкиры        | 135                | 0,71%                  |
| Ингуши         | 133                | 0,70%                  |
| Азербайджанцы  | 98                 | 0,51%                  |
| Удмурты        | 95                 | 0,50%                  |
| Армяне         | 10                 | 0,05%                  |
| Марийцы        | 4                  | 0,02%                  |
| Другие         | 241                | 1,26%                  |
| Всего          | 19 088             | 100,00%                |

## Текущая демографическая ситуация в районе
Демографическая ситуация за последние годы оценивается как неблагоприятная из- за снижения рождаемости, повышения смертности и сохранения миграционного оттока населения.
*Количество населения уменьшилось на 435 человек по сравнению с аналогичным периодом прошлого года: прибыло- 681 человек (январь- ноябрь 2018 года- 68 чел.), убыло- 1110 человек (январь-ноябрь 2018 года- 1009 чел.), родилось- 292 ребёнка (январь- ноябрь 2018 года- 277  детей.), умерло- 155 человек (январь- ноябрь 2018 года-  143чел.), сальдо миграции составило — 429 человек (январь- ноябрь 2017 года-  — 270 чел.)
Естественный прирост населения на 1 декабря 2019 года составил 137 человек.

## Образование
В районе функционирует 21 школа, из них 16 — средних, 4 — основных, 1 — начальная; 3 объекта дополнительного образования (Станция юных натуралистов, Дом школьников, Музыкальная школа. Функционирует учебно-производственный комбинат на базе Кийминской СШ имени К.Ускенбаева).

## Спорт
В районе для занятия физкультурой и спортом существует 118 спортивных сооружений, из них 36 спортзалов, 63 плоскостных сооружений (площадки, поля), 2 спортивных комплекса, 8 приспособленных залов, 7 хоккейный корт, 2 стадиона. На территории района проводятся зимние и летние спартакиады; спартакиада «Надежда» среди лиц с ограниченными возможностями. Количество систематически занимающихся физической культурой спортом на 1 января 2020 года составляет 5758 человек или 30,5 % к аналогичному периоду прошлого года (за 2018 год 5789 человек или 30,1 %).
На 1 января 2020 года проведено 397 районных соревнований и участвовали в 21 областных соревнованиях, количество принявших участие в спортивных мероприятиях (села и сельские округа, школы, организации и предприятии района) — 22138 человек, что на 2434 человек меньше к аналогичному периоду прошлого года (за 2018 год проведено 357 районных и 49 областных соревнований — 24572 человек).

## СМИ
C 1934 года в районе издается газета «Жаксынский вестник». Выпускается газета на двух языках: (на казахском и русском). С 1934 по 2013 год было выпущено 2000 экземпляров.
На территории района вещают каналы — Хабар, Первый канал Евразия Казахстан-1, НТВ, 1-Кокшетау.